# ميشيل تيري
ميشيل تيري (بالإنجليزية: Michelle Terry)‏ هي ممثلة بريطانية، ولدت في 1979 في ويستون سوبر مير في المملكة المتحدة. من الجوائز التي نالتها جائزة لورنس أوليفيه.

## جوائز
- جائزة لورنس أوليفيه

## وصلات خارجية
- ميشيل تيري على موقع IMDb (الإنجليزية)